# Rusalka (mytologi)
För andra betydelser, se Rusalka.
Rusalka (plural: rusalki eller rusalky) var i slavisk mytologi en grupp vattennymfer. De förmodades anta olika skepnader vid olika tillfällen. Ibland klädde de sig i drunknade flickors gestalt och ibland uppträdde de som förföriska kvinnor som lockade män med sina sånger. De troddes leva i stora floder, och i vissa trakter sades de gömma sig i trädkronorna på sommaren och återvända till vattendragen på hösten.
I den sydslaviska mytologin motsvaras rusalkorna av vilorna. 